# Выпрашивание сладостей
Выпрашивание сладостей (англ. Trick-or-treating, букв. «Неприятность или угощение», или же  устоявшийся перевод «сладость или гадость»; также известно как Guising) — одна из традиций праздника Хэллоуин во многих англоязычных странах и в Мексике. Дети в костюмах (чаще монстров, но не обязательно) ходят от дома к дому, чтобы выпросить сладости, такие как конфеты (или, в некоторых странах, деньги), с вопросом «Гадость или сладость?» (Trick or treat?). «Гадость» (trick) означает шуточную угрозу причинить зло хозяину дома или его имуществу, если он не даст детям угощения.
В Северной Америке выпрашивание сладостей стало обычной традицией Хэллоуина по крайней мере с конца 1920-х годов. Люди, желающие принять участие в ней, обычно украшают входы в свои дома пластиковой паутиной, бумажными скелетами и светильниками Джека. Некоторые хозяева просто оставляют конфеты в горшках на крыльце, а другие могут принимать в традиции более активное участие и даже попросить детей что-нибудь сделать для того, чтобы получить сладости. В последние годы эта практика распространилась практически во всех районах городов Америки.
Традиция хождения от дома к дому для выпрашивания еды многие века существовала в Великобритании и Ирландии под названием Souling, когда дети и бедняки пели и читали заупокойные молитвы в обмен на сладости. Традиция под названием Guising — когда дети, переодетые в костюмы, ходили от двери до двери, выпрашивая продукты питания и монеты, — также предшествовала современному выпрашиванию сладостей, а также была отмечена в Шотландии на Хэллоуин 1895 года, когда ряженые с фонарями в форме черепа, изготовленными из репы, ходили по домам, чтобы выпросить сладости, фрукты и деньги. Данная традиция ныне широко распространена в Соединённых Штатах, Канаде, Великобритании, Ирландии, Пуэрто-Рико, а также северо-западной и центральной Мексике. В этой стране эта практика называется calaverita (по-испански «маленький череп»), а вместо «Сладость или пакость?», дети спрашивают: «Вы можете дать мне мой маленький череп?», а calaverita представляет собой небольшой череп из сахара или шоколада.
Опросы 2005 года показали, что 80 % взрослых в США готовятся к празднику Хэллоуин, покупая конфеты, а 93 % детей имеют намерение посетить дома соседей, чтобы получить сладости.
В славянских странах имеется традиция колядовать, при которой хозяева домов выносят колядующим: конфеты, печенье, деньги и т.д. Все подарки хозяева должны класть прямо в мешок.